# Desmognathus
Desmognathus es un género de anfibios caudados de la familia Plethodontidae. Incluye a una veintena de especies de pequeñas salamandras distribuidas por el este y centro de Norteamérica.

## Especies
- Desmognathus abditus Anderson & Tilley, 2003
- Desmognathus aeneus Brown & Bishop, 1947
- Desmognathus apalachicolae Means & Karlin, 1989
- Desmognathus auriculatus (Holbrook, 1838)
- Desmognathus brimleyorum Stejneger, 1895
- Desmognathus carolinensis Dunn, 1916
- Desmognathus conanti Rossman, 1958
- Desmognathus folkertsi Camp, Tilley, Austin & Marshall, 2002
- Desmognathus fuscus (Rafinesque, 1820)
- Desmognathus imitator Dunn, 1927
- Desmognathus marmoratus (Moore, 1899)
- Desmognathus monticola Dunn, 1916
- Desmognathus ochrophaeus Cope, 1859
- Desmognathus ocoee Nicholls, 1949
- Desmognathus orestes Tilley & Mahoney, 1996
- Desmognathus organi Crespi, Browne & Rissler, 2010
- Desmognathus planiceps Newman, 1955
- Desmognathus quadramaculatus (Holbrook, 1840)
- Desmognathus santeetlah Tilley, 1981
- Desmognathus welteri Barbour, 1950
- Desmognathus wrighti King, 1936